# Aleksandar Petrović (Basketballspieler)
Aleksandar „Aca“ Petrović (* 16. Februar 1959 in Šibenik, SR Kroatien) ist ein kroatischer Basketballtrainer und ehemaliger jugoslawischer -spieler. Petrović, älterer Bruder des in seiner Heimat besonders verehrten Dražen Petrović, gewann mit KK Cibona aus Zagreb zweimal den Europapokal der Landesmeister sowie mit der jugoslawischen Nationalmannschaft Bronze bei Olympia 1984 und bei den Weltmeisterschaften 1982 und 1986. Als Trainer gewann Petrović bei der Europameisterschaft 1995 mit der kroatischen Nationalmannschaft erneut eine Bronzemedaille und wurde als Trainer des Jahres im zweitwichtigsten europäischen Vereinswettbewerb Eurocup 2010/11 ausgezeichnet. Seit Beginn des Jahres 2012 ist er leitender Trainer der Auswahl Bosnien-Herzegowinas.

## Spielerkarriere
Petrović spielte in seiner aktiven Zeit bei KK Cibona Zagreb noch gemeinsam mit Krešimir Ćosić, mit dem er 1982 erstmals in der Vereinsgeschichte jugoslawischer Meister wurde. Zugleich gewann man erneut wie die beiden Jahre zuvor den jugoslawischen Pokal und machte mit dem Gewinn des Europapokals der Pokalsieger das Triple perfekt. Während Cibona den jugoslawischen Pokal 1983 verteidigte und zum vierten Mal in Folge gewann, wurde man erst 1984 erneut jugoslawischer Meister. 1982 und 1984 wurde Petrović zudem mit der jugoslawischen Nationalmannschaft Bronzemedaillengewinner bei den jeweiligen Weltmeisterschaften und Olympischen Spielen. 1985 kam zugleich sein Bruder Dražen zu Cibona und man holte ein Triple, diesmal in Verbindung mit dem Europapokal der Landesmeister nach einem Finalerfolg in Athen. Den Titelerfolg im Europapokal konnten die beiden Brüder mit Cibona im folgenden Jahr 1986 neben einem erneuten nationalen Pokaltitel wiederholen und bei der Weltmeisterschaft 1986 holten sie gemeinsam für Jugoslawien die Bronzemedaille. 1987 gewann man nach einem weiteren Titelgewinn im Europapokal der Pokalsieger mit Cibona gemeinsam mit der Nationalmannschaft eine Bronzemedaille in Athen, nachdem man im Halbfinale dem Gastgeber und Titelverteidiger Griechenland unterlegen war.
Die beiden Brüder verließen in der Folge Cibona und der Verein musste seine Führungsrolle nicht nur in Jugoslawien, sondern auch in Kroatien selbst an den aufstrebenden Verein KK Split abgeben, der von 1989 an sogar dreimal in Folge den Landesmeister-Europapokal und zugleich viermal die jugoslawische Meisterschaft gewann. Aleksandar ging 1987 zunächst zum unterlegenen Finalgegner im Europapokal und gewann mit Scavolini aus Pesaro 1988 die italienische Meisterschaft. Während Dražen nach Spanien zu Real Madrid ging, kehrte Aleksandar 1988 zu Cibona zurück. Bereits ein Jahr später wechselte er zum Lokalrivalen und Erstligaaufsteiger Novi Zagreb.

## Trainerkarriere
Bereits in der Spielzeit 1991/92 war Petrović wieder bei Cibona, diesmal als Trainer. Mit dem Verein wurde er von 1992 bis 1995 viermal in Folge kroatischer Meister, während in Jugoslawien die Unabhängigkeitskriege tobten. 1995 war er zudem Trainer der Nationalmannschaft und gewann bei der EM-Endrunde in Athen, wo er bereits seinen ersten Landesmeister-Europapokal und seine letzte Nationalmannschaftsmedaille als Spieler gewonnen hatte, erneut eine Bronzemedaille, nachdem sich das Nationalteam um Toni Kukoč, Dino Rađa, Arijan Komazec und Stojan Vranković als einziger Mannschaft Litauen im Halbfinale geschlagen geben mussten. Nach zwei Jahren beim spanischen Basketballklub aus Sevilla, kehrte er 1997 zu Cibona zurück und wurde 1998 erneut kroatischer Meister. Anschließend arbeitete er erneut als Trainer der kroatischen Nationalmannschaft, die sich nicht für die Olympischen Spiele 2000 qualifiziert hatten. Bei der EM-Endrunde 2001 schied man im Viertelfinale gegen den Gastgeber und späteren Silbermedaillengewinner Türkei aus der Medaillenvergabe aus und verpasste schließlich mit dem siebten Platz die Qualifikation für die WM 2002.
Im Dezember 2001 wurde Petrović Trainer des polnischen Vereins Anwil Włocławek, den er aber nach dem Ende der Spielzeit verließ. Gleiches wiederholte sich beim spanischen Verein aus Lleida zwei Jahre später. Nur wenige Monate Trainer war er im Jahr 2006 zunächst für den italienischen Zweitligisten Fabriano Basket im ersten Halbjahr und den Erstliga-Aufsteiger Scafati Basket im zweiten Halbjahr. Im März 2007 übernahm er mit KK Zadar einen der traditionsreichsten kroatischen Vereine, bei dem mit Krešimir Ćosić, Stojan Vranković, Arijan Komazec und dem Serben Dejan Bodiroga viele bedeutende Spieler ihre Karrieren im Seniorenbereich begonnen hatten. Nach dem Pokalgewinn 2007 gewann er 2008 mit Zadar die kroatische Meisterschaft, erst zum zweiten Mal in der Vereinsgeschichte. Im Dezember 2008 trennten sich die Wege und Petrović übernahm erst im April 2010 erneut eine Mannschaft. Beim erst 1991 gegründeten KK Cedevita erreichte er in der Saison 2010/11 den ersten Platz in der regulären Spielzeit, verpasste aber die Meisterschaft durch eine Niederlagenserie im Play-off-Finale gegen KK Zagreb, vormals Novi Zagreb. Im Eurocup 2010/11 erreichte man etwas überraschend das Final-Four-Turnier. Nach einer Halbfinalniederlage gegen den späteren Sieger UNICS Kasan gewann man im kleinen Finale gegen Gastgeber Benetton Treviso den dritten Platz. Petrović wurde zum Trainer des Jahres im Eurocup der Spielzeit 2010/11 ausgezeichnet.
Zu Beginn des Jahres 2012 übernahm Petrović die Geschicke der Nationalmannschaft von Bosnien-Herzegowina. Am Ende des Jahres wurde er Nachfolger des überraschend zurückgetretenen Božidar Maljković als Trainer von KK Cedevita, die er bereits bis 2011 trainiert hatte.